# Fort Johnson (Caroline du Sud)
Pour les articles homonymes, voir Johnson.
Le fort Johnson est un fort de Caroline du Sud, aux États-Unis, d'où partirent les premiers tirs de mortiers de la guerre de Sécession, lancés contre le fort Sumter voisin.

## Histoire
Le fort Johnson est construit en 1708 par des réfugiés huguenots. L'objectif de sa construction est d'offrir une protection à la colonie anglaise de la Caroline du Sud contre des attaques espagnoles et françaises. 
À la suite de dégâts infligés par plusieurs tempêtes, il est entièrement reconstruit en 1759. Lors de la guerre d'Indépendance, les « patriotes » prennent possession du fort en septembre 1775. De nouveau le fort est reconstruit dans les années 1790 et détruit par des tempêtes lors de la guerre de 1812. 
Le site est fortifié pendant la guerre de Sécession et est tenu pendant toute la guerre par les forces confédérées. 
Après la guerre, le besoin du fort s'amenuise et est il est utilisé pour d'autres propos, comme par exemple zone de quarantaine pour les immigrants. 